# W. T. Aked & Company
W. T. Aked & Company Ltd. war ein britischer Hersteller von Automobilen.

## Unternehmensgeschichte
Das Unternehmen aus St Annes on Sea begann 1920 mit der Produktion von Automobilen. Der Markenname lautete WTA. Im gleichen Jahr endete die Produktion.

## Fahrzeuge
Das einzige Modell basierte auf dem Ford Modell T. Das Fahrzeug hatte eine speziell angefertigte Karosserie. Der Kühlergrill ähnelte den Modellen von Hampton Cars. Ein Vierzylindermotor war vorne im Fahrzeug montiert und trieb über eine Kardanwelle die Hinterachse an.